# Oti Mabuse

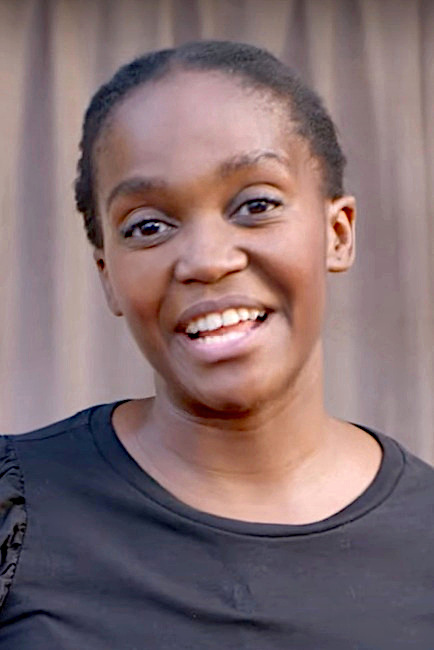
Oti Mabuse (2025)

Otlile "Oti" Mabuse (sinh ngày 8 tháng 8 năm 1990) là một vũ công nhảy nhạc Mỹ Latinh và khiêu vũ chuyên nghiệp người Nam Phi. Cô được biết đến như một vũ công chuyên nghiệp trong bộ phim truyền hình Anh, Strictly Come Dancing, và tương đương với tiếng Đức, Let's Dance. Cô cũng là một đội trưởng trong The Greatest Dancer.

## Giáo dục và giáo dục sớm
Mabuse sinh ra ở Pretoria, Nam Phi và học ngành kỹ thuật dân dụng tại trường đại học  trước khi bắt đầu sự nghiệp nhảy múa khiêu vũ chuyên nghiệp. Chị gái của cô, Motsi Mabuse cũng là một vũ công khiêu vũ chuyên nghiệp và đã tham gia loạt phim Let's Dance của Đức với tư cách là một vũ công chuyên nghiệp và là một giám khảo.

## Sự nghiệp khiêu vũ
Mabuse đã vô địch giải khiêu vũ điệu Mỹ Latinh toàn Nam Phi tám lần, sau đó cô chuyển đến Đức để mở rộng tầm nhìn về khiêu vũ của mình. Cô đã giành được một số danh hiệu trong sự nghiệp nhảy múa của mình; bao gồm:
- vị trí thứ ba trong World Cup Freestyle Latin năm 2014,
- giải nhì Giải vô địch châu Âu Latin năm 2014 và
- vị trí đầu tiên trong giải vô địch Đức PD Freestyle Latin.

## Let's Dance
Vào năm 2015, Mabuse xuất hiện với tư cách là một vũ công chuyên nghiệp trong mùa thứ tám của <i id="mwIA">Let's Dance</i>, phiên bản tiếng Đức của Strictly Come Dancing.
Cô hợp tác với bạn nhảy là ca sĩ Daniel Küblböck. Cặp đôi đã bị loại trong tuần 9, kết thúc ở vị trí thứ sáu.
Năm 2016, Mabuse trở lại với tư cách là một vũ công chuyên nghiệp cho mùa thứ 9 của Let Dance. Cô được hợp tác với người dẫn chương trình truyền hình Niels Ruf. Cặp đôi này là người đầu tiên bị loại trong tuần 2, rời khỏi cuộc thi với vị trí thứ 14. 